# Apostolska nunciatura na Filipinih
Apostolska nunciatura na Filipinih je diplomatsko prestavništvo (veleposlaništvo) Svetega sedeža na Filipinih, ki ima sedež v Manili; ustanovljena je bila leta 1902.
Trenutni apostolski nuncij je Charles John Brown.

## Seznam apostolskih nuncijev
- Placide Louis Chapelle (1899 - 9. avgust 1905)
- Guglielmo Piani (17. marec 1922 - 1949)
- Egidio Vagnozzi (9. marec 1949 - 16. december 1958)
- Salvatore Siino (14. marec 1959 - 8. oktober 1963)
- Carlo Martini (29. november 1963 - 5. avgust 1967)
- Carmine Rocco (16. september 1967 - 22. maj 1973)
- Bruno Torpigliani (6. junij 1973 - 1990)
- Gian Vincenzo Moreni (8. september 1990 - 3. marec 1999)
- Antonio Franco (6. april 1999 - 21. januar 2006)
- Fernando Filoni (25. februar 2006 - 9. junij 2007)
- Edward Joseph Adams (3. september 2007 - 22. februar 2011)
- Giuseppe Pinto (10. maj 2011 - 1. julij 2017)
- Gabriele Giordano Caccia (12. september2017 - 16. november 2019)
- Charles John Brown (28. september 2020 - danes)